# Brasiliogovea microphaga
Espèce
Brasiliogovea microphaga est une espèce d'opilions cyphophthalmes de la famille des Neogoveidae.

## Distribution
Cette espèce est endémique d'Amazonas au Brésil. Elle se rencontre vers Manaus.

## Description
Le mâle holotype mesure 2,6 mm.

## Publication originale
- Martens, 1969 : « Cyphophthalmi aus Brasilien (Opiliones). » Beiträge zur Neotropischen Fauna, vol. 6, no 2, p. 109-119.